# Молодожёны (телесериал, 1998)
«Годы медового месяца» — польский комедийный сериал, транслировавшийся по телевидению Polsat с 13 октября 1998 года по 25 декабря 2004 года, основанный на американском оригинале «Молодожены и шоу Джеки Глисона».
В сериале рассказывается о приключениях двух дружных супружеских пар, живущих в многоквартирном доме на улице Вольской, 33 в Воле, Варшава.
Кароль Кравчик (Цезарь Жак), водитель трамвая № 18, и Тадеуш Норек (Артур Барцись), работающий на городской канализации, — дружелюбные женатые мужчины лет тридцати. Несмотря на свои проблемы, они большие оптимисты, никогда не перестают искать способы разбогатеть, что приводит к различным приключениям. Они оба инфантильны, слегка неразумны и бедны и, несмотря на множество конфликтов, не могут жить друг без друга. Их жены — Алина Кравчик (Агнешка Пилашевская, Катажина Жак) и Данута Норек (Дорота Хотечка) — твердо стоят на ногах, но не в силах помешать мужьям реализовать их очередные, не всегда разумные, идеи.
Бросать
Цезари Жак в роли Кароля Кравчика

## Главные роли
Роль Актёр Годы деятельности
- Кароль Кравчик Цезари Жак 1998—2004 гг.
- Тадеуш Норек Артур Барцись 1998—2004 гг.
- Алина Кравчик Агнешка Пиляшевская 1998—2001 гг.
- Катажина Жак 2002—2004 гг.
- Данута Норек Дорота Хотечка 1998—2004 гг.
- Зофия Рудник, мать Алины Марты Липинской 1998—2004 гг.
- Ян Маршалек Марек Барбасевич 1998—2004 гг.
- менеджер Барчак Марек Белецкий 1998—2003 гг.
- Полдек Мисяк Марцин Сосновский 1998—2001, 2003 гг.
- Янек Яцек Брачак 1998—2003 гг.
- Доктор Завиша Ярослав Гаевский 1998—2004 гг.
- Памела Маршалек Агнешка Ружанская 1999—2004 гг.
- Елена Гржелакова Кристина Колодзейчик 1998—2000, 2003 г.
- суперсержант Жидслав Кавалек Леон Немчик 1999—2001, 2003 г.
- Роман Курский Вальдемар Облоза 1999—2003 гг.
- Мариола «Руда» Майдан Сибилла Ростек 1999—2003 гг.
- Болеслав Ярош Александр Тромбчинский 1998—1999, 2002—2003 гг.
- Агнешка Малиновска Сильвия Ющак 2004 г.
- Рафал Загурский Радослав Пазура 2004 г.